# Grigori Falko
Grigori Alexeyevich Falko –en ruso, Григорий Алексеевич Фалько– (Leningrado, URSS, 9 de mayo de 1987) es un deportista ruso que compitió en natación, especialista en el estilo braza.
Ganó dos medallas de oro en el Campeonato Europeo de Natación de 2008 y cuatro medallas en el Campeonato Europeo de Natación en Piscina Corta entre los años 2004 y 2009.

## Palmarés internacional
| Campeonato Europeo                  | Campeonato Europeo       | Campeonato Europeo | Campeonato Europeo |
| Año                                 | Lugar                    | Medalla            | Prueba             |
| ----------------------------------- | ------------------------ | ------------------ | ------------------ |
| 2008                                | Eindhoven (Países Bajos) | Medalla de oro     | 200 m braza        |
| 2008                                | Eindhoven (Países Bajos) | Medalla de oro     | 4 × 100 m estilos  |
| Campeonato Europeo en Piscina Corta |                          |                    |                    |
| Año                                 | Lugar                    | Medalla            | Prueba             |
| 2004                                | Viena (Austria)          | Medalla de bronce  | 200 m braza        |
| 2005                                | Trieste (Italia)         | Medalla de plata   | 200 m braza        |
| 2007                                | Debrecen (Hungría)       | Medalla de oro     | 100 m braza        |
| 2009                                | Estambul (Turquía)       | Medalla de plata   | 200 m braza        |